# 栃木銀行
株式会社栃木銀行（とちぎぎんこう、英: THE TOCHIGI BANK,LTD.）は、栃木県宇都宮市に本店を置く第二地方銀行。

## 概要
1942年に農商無尽株式会社、富源無尽株式会社、足利無尽株式会社の3社合併により資本金50万円で創立された無尽会社「栃木無尽株式会社」が同行の起源である。1952年に相互銀行へ転換、1989年に普通銀行へ転換して現行名となった。第二地方銀行ゆえ、個人や中小企業とのリテール取引が多いとされる。経営面では自主経営を貫いているが、自動機ベンダー、リテール向けサービスなどでは旧UFJ銀行（現・三菱UFJ銀行）系のものを採り入れるなど近い関係にあるとされる。
栃木県内を中心に、近接する埼玉県東部に多数の店舗を展開する（後述）。このほか西隣の群馬県東部に2店、茨城県と東京都に各1店を持つ。埼玉県では越谷市に9拠点を設置するほか、三郷市に三郷中央支店を新規出店した（2022年2月21日、吉川支店に統合）。
2017年4月3日、宇都宮証券の6割を、親会社であった東海東京フィナンシャル・ホールディングスから取得し連結子会社化、東海東京FHとの合弁会社とした。同証券の子会社化によって運用商品の品ぞろえ拡大を図りたいとしている。

## 沿革
- 1942年（昭和17年）12月 - 栃木無尽株式会社設立。
- 1952年（昭和27年）7月 - 相互銀行転換により株式会社栃木相互銀行に名称変更。
- 1977年（昭和52年）10月 - オンライン処理開始。
- 1981年（昭和56年）10月 - 外国通貨両替商業務開始。
- 1982年（昭和57年）10月 - 東京証券取引所第2部に上場。
- 1984年（昭和59年）9月 - 東京証券取引所第1部に上場。
- 1987年（昭和62年）10月 - 外国為替業務の取扱開始。

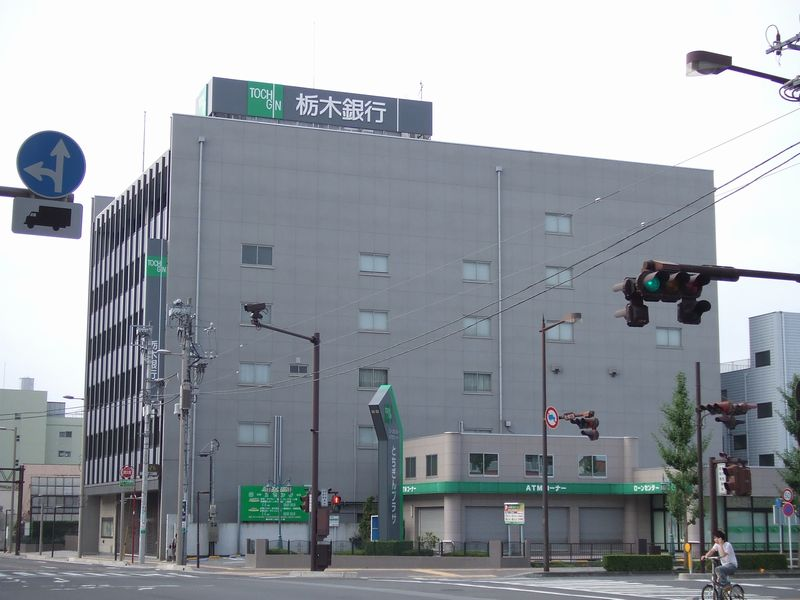
栃木銀行本店およびとちぎんプラザ（ローンセンター）

- 1989年（平成元年）2月 - 「金融機関の合併及び転換に関する法律（昭和43年法律第86号）第6条第5項」の規定に基づいて銀行法により免許を受けたとみなされ、普通銀行転換。栃木銀行に商号変更。
- 1990年（平成2年）3月 - 資金量1兆円達成。
- 1995年（平成7年）9月 - コルレス為銀許可取得。
- 1999年（平成11年）1月 - インターネットバンキング、モバイルバンキングを開始。
- 2000年（平成12年）9月 - インストアブランチ（アピタ、FKD）とローンセンターを拡大。
- 2001年（平成13年）
  - 4月 - 第三次新中期経営計画『新時代への挑戦』スタート。
  - 11月 - 確定拠出年金業務開始。
- 2002年（平成14年）
  - 6月 - 経営破綻した栃木県中央信用組合の事業を譲り受ける。
  - 10月 - 第三者割当増資実施。
- 2010年（平成22年）
  - 1月 - 基幹系システムをNEXTBASEに移行し、稼働を開始。
  - 4月1日 - 高根沢町の指定金融機関を受託[11]。
  - 6月 - ローソン・エイティエム・ネットワークス（LANs）と提携し、ローソン店内へのコンビニATMサービスを開始。
- 2012年（平成24年）
  - 5月6日 - FKDとちぎんプラザを閉鎖。
  - 7月15日 - アピタとちぎんプラザを閉鎖しインストアブランチから撤退。
- 2013年（平成25年）9月27日 - 高根沢町と包括協定を締結[12]。
- 2014年（平成26年）
  - 2月28日 - 益子町と包括協定を締結。
  - 7月31日 - 茂木町と包括協定を締結
  - 10月20日 - 群馬銀行とATM提携を開始。
  - 12月8日 - 埼玉県三郷市に三郷中央支店を開設。
  - 12月19日 - 筑波銀行、東和銀行と広域連携協定を締結[13][14]。
- 2017年（平成29年）4月3日 - 宇都宮証券（現･とちぎんTT証券）を連結子会社化。
- 2019年（令和元年）7月1日 - 取引先の食品輸出を支援するためumamill（ウマミル）と業務提携[15]。
- 2021年（令和3年）2月21日 - 三郷中央支店を吉川支店に統合[7]。
- 2021年（令和3年）4月19日 - ローソン銀行の「即時口座決済サービス」に参加。これにより、ローソン銀行ATMで栃木銀行の口座から「au PAY」にチャージができるようになる[16][17]。
- 2024年（令和6年）10月1日 - この日より埼玉県内店舗にエリア制を導入し、越谷支店に埼玉エリア本部を設置した[18]。

## 情報処理システム
2010年（平成22年）1月4日より、基幹系システムをNEXTBASEに移行。6行目の稼働行となった。

## ATM
|              | 時間         | 手数料 |
| ------------ | ------------ | ------ |
| 平日         | 7:00～8:45   | 110円  |
| 平日         | 8:45～18:00  | 無料   |
| 平日         | 18:00～21:00 | 110円  |
| 土・日・祝日 | 9:00～21:00  | 110円  |

硬貨の取り扱い　平日8:45～19:00

## ブランドスローガン
First for You あなたとともに